# RTA in Japan
RTA in Japan（アールティーエー・イン・ジャパン）は、ゲームのリアルタイムアタック (RTA) を行うイベントである。本大会は日本で開催され、参加者によって様々なゲームのRTAが披露される。ゲームプレイの様子は会場で観覧可能となっており、ライブストリーミング配信サービスのTwitch上でも配信される。
第1回は2016年に実施され、数日間にわたって開催される規模のRTAイベントとしては日本初となった。主に、お盆休み付近に行われる大会「RTA in Japan Summer」と年末に行われる大会「RTA in Japan Winter」があり、ともに年に1度開催されている。

## 開催背景と歴史

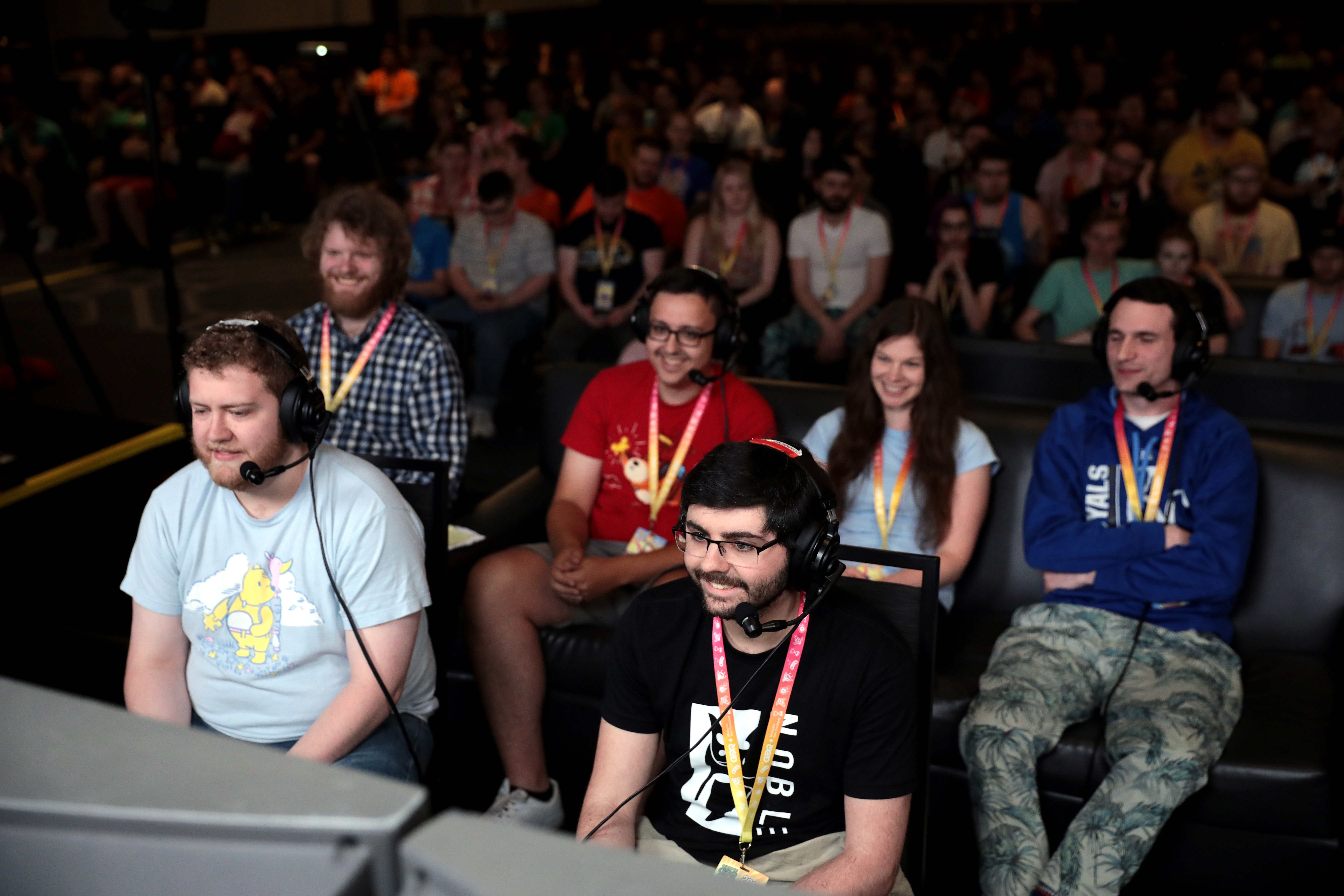
RTA大会の1つである「Games Done Quick」の開催風景（アメリカ・ミネソタ州で開催された「Summer Games Done Quick 2019」にて撮影）

RTAとは「リアルタイムアタック」の略であり、ゲームを通しでクリアするまでの実時間を競う競技を指す。アメリカでも「Games Done Quick」という大会が開かれるなど、RTAは世界的に支持されたゲームプレイの1つとなっている。そういった状況の最中、本項で詳述するイベント「RTA in Japan」の主催者でありRTA走者のもかは、日本人のRTAコミュニティは国際的に見ても比較的高いプレイ水準を有しているのに対し、日本国内で定期的に開催されるRTA大会が存在しないことに疑問を抱いた。そこで、同じRTA走者のゲームプレイヤーらに声を掛けて1箇所に集まり、彼らのゲームプレイを試しにインターネット上で配信したところ、国内外で注目を集めることが出来たという。その配信をきっかけに、ライブストリーミングサービスを提供するウェブサイト「Twitch」が彼らのスポンサーとして名乗りを上げ、より規模の大きなオフラインのRTA大会「RTA in Japan」が開催される運びとなった。
第1回の「RTA in Japan」は2016年末に実施され、数日間にわたって開催される規模のRTA大会は、本イベントが日本で初めてとなった。第1回大会はゲーム作品ごとに分裂しがちなRTA走者のコミュニティ間の結びつきを強くすることを狙って開催された。その翌年には国内最大級のLANパーティーイベント「C4 LAN 2017 SPRING」の中で「RTA in Japan for #C4LANJP」と題し、スポンサーなしでのRTA大会が5月に実施され、ここではRTAをクリアするのに3時間以上要する作品に重きを置いた大会スケジュールが組まれた。それに対し遠方地からの参加者や運営側の事情も考慮に入れて、同年からはインターネット上で行う「RTA in Japan Online」も開催するようになった。2017年末には第2回の「RTA in Japan 2」が開催され、第1回とは異なりスポンサー抜きで運営が行われた。以降、毎年夏の時期に「RTA in Japan Online」が、年末に「RTA in Japan」が開催されている。しかしながら、2020年冬の「RTA in Japan 2020」および翌年の「RTA in Japan Winter 2021」では新型コロナウイルス感染症の拡大を懸念し、従来のオフラインイベントではなくオンラインで開催された。「RTA in Japan Summer 2022」以降は、従来のオフラインイベントに戻ったが、引き続きインターネットを通した参加者も募集するハイブリッドスタイルに切り替えている。

## 開催内容
大会期間中は参加者によって24時間ぶっ続けでRTAのゲームプレイが披露される。この方式は日本国外で実施される大会である「European Speedrunner Assembly」や「Awesome Games Done Quick」でも採用されている。本大会の模様はTwitch上での生配信が行われ、日本国外向けのミラー配信も行われるほか、開催会場でゲームプレイを観覧することも出来る。なお、これまでに開催された大会の模様は全てTwitchあるいはYouTube上でアーカイブされている。
本大会ではただゲームプレイを配信するのではなく、実況および解説者が設けられる場合もある。日本国外のRTA走者の場合、日本語での解説者が同伴の場合に限り出場が認められるケースがある。走者の募集は大会開催前に行われ、運営側によって最終的なスケジュールが組まれる。本大会で採用されやすいゲーム作品・RTAルールについては、運営側があらかじめ公表している。そこでは「Awesome Games Done Quick」と同じく、プレイ人口の少ないゲーム作品も採用するケースがある一方、日本国内でプレイヤー数の多い作品が大会種目として選出される傾向が高いとされている。また、縛りプレイや特殊ルールによるRTA、またスコアアタックなどRTAではないプレイについても参加が認められている。プレイ可能なゲームは開発元やTwitch側が配信禁止とする作品を除く全てが対象となっており、中には1作のRTAに複数のプレイヤーが参加してクリア時間を競う企画も行われている。また、オンライン大会「RTA in Japan Online」の場合には参加者の回線速度についてもルールが制定されている。

## 運営
大会運営側は主催のもかに加え、同じく運営を支えるCma、技術面でのサポートを行うHoishinなどを含めた数名によって構成されている。予算面では、2017年の段階では参加したRTA走者で会場費を分担し、そのほかは主催側が手配していたが、2019年末までにはTwitch上での有料サブスクリプション登録で会場費をまかなえる状況となった。ゲームハードおよびソフトはRTA走者自身が持ち込むことになっている。主催のもかによれば、日本国外で実施されるRTA大会では主に慈善事業を行う団体への寄付金を募るチャリティーイベントとしての側面も有していることから、「RTA in Japan」もこれを踏襲し主催側にとって黒字にも赤字にもならないような大会運営を目指している。実際に、2018年末に実施された「RTA in Japan 3」で初めて公式グッズが販売され、その売上金の一部が北海道胆振東部地震による被災者への寄付金として利用されたほか、翌年の「RTA in Japan 2019」では令和元年房総半島台風（台風15号）の災害義援金を募るためのチャリティーグッズが販売された。もかは2020年2月時点で、赤字にならない程度の運営体制になったとしている。
その後、2020年6月には資金繰りの改善やRTA大会の発展を見込んで一般社団法人「RTA in Japan」としての法人化を発表した。ただし、イベントの「RTA in Japan」は開催方針を変えることなく、チャリティーイベントとして運営を続けることも報道された。同年8月に開催された「RTA in Japan Online 2020」では、Twitchで得た8月分の利益・約270万円を東京大学の新型コロナウイルス感染症緊急対策基金に寄付しているほか、アパレルブランド「無敵時間」の協賛を得て公式グッズを販売し、その内Tシャツの売上金の一部が国境なき医師団が主導する新型コロナウイルス感染症危機対応募金に投じられることが公表された。2020年末開催の「RTA in Japan 2020」では、イベント参加者にエナジードリンクを提供する形でRed Bullがイベント協賛を行った。その翌年の「RTA in Japan Summer 2021」ではスポンサーとして日清食品およびYouTubeチャンネル「Sakura Chill Beats」が新規参入している。「2020」および「Summer 2021」では、ともにイベント収益が全て国境なき医師団に寄付されることになっている。

## 開催歴
| 年     | 開催日              | イベント名                | 開催場所                         | 出典              |  |
| ------ | ------------------- | ------------------------- | -------------------------------- | ----------------- |  |
| 2016年 | 12月28日 - 12月30日 | RTA in Japan              | 秋葉原ハンドレッドスクエア倶楽部 | [ 20 ]            |  |
| 2017年 | 5月3日 - 5月5日     | RTA in Japan for #C4LANJP | 浅草橋ヒューリックホール         | [ 8 ] [ 注釈 5 ]  |  |
| 2017年 | 8月11日 - 8月14日   | RTA in Japan Online       | オンラインでの開催               | [ 37 ]            |  |
| 2017年 | 12月27日 - 12月31日 | RTA in Japan 2            | 秋葉原ハンドレッドスクエア倶楽部 | [ 4 ]             |  |
| 2018年 | 8月11日 - 8月14日   | RTA in Japan Online 2     | オンラインでの開催               | [ 38 ]            |  |
| 2018年 | 12月27日 - 12月31日 | RTA in Japan 3            | 秋葉原ハンドレッドスクエア倶楽部 | [ 1 ]             |  |
| 2019年 | 8月10日 - 8月13日   | RTA in Japan Online 2019  | オンラインでの開催               | [ 39 ]            |  |
| 2019年 | 12月27日 - 12月31日 | RTA in Japan 2019         | 秋葉原ハンドレッドスクエア倶楽部 | [ 17 ]            |  |
| 2020年 | 8月13日 - 8月16日   | RTA in Japan Online 2020  | オンラインでの開催               | [ 40 ]            |  |
| 2020年 | 12月27日 - 12月31日 | RTA in Japan 2020         | オンラインでの開催               | [ 35 ]            |  |
| 2021年 | 8月11日 - 8月15日   | RTA in Japan Summer 2021  | オンラインでの開催               | [ 34 ]            |  |
| 2021年 | 12月26日 - 12月31日 | RTA in Japan Winter 2021  | オンラインでの開催               | [ 13 ]            |  |
| 2022年 | 2月19日 - 2月20日   | RTA in Japan ex #1        | ヒルトン福岡シーホーク           | [ 41 ]            |  |
| 2022年 | 8月11日 - 8月15日   | RTA in Japan Summer 2022  | note place                       | [ 42 ]            |  |
| 2022年 | 12月26日 - 12月31日 | RTA in Japan Winter 2022  | note place                       | [ 43 ]            |  |
| 2023年 | 4月28日 - 4月30日   | RTA in Japan ex #2        | ツインメッセ静岡                 | [ 44 ]            |  |
| 2023年 | 8月10日 - 8月15日   | RTA in Japan Summer 2023  | note place                       | [ 45 ] [ 注釈 6 ] |  |
| 2023年 | 12月26日 - 12月31日 | RTA in Japan Winter 2023  | ベルサール飯田橋ファースト       | [ 46 ]            |  |
| 2024年 | 8月9日 - 8月16日    | RTA in Japan Summer 2024  | note place                       | [ 47 ]            |  |
| 2024年 | 12月25日 - 12月31日 | RTA in Japan Winter 2024  | ベルサール飯田橋ファースト       | [ 48 ]            |  |
| 2025年 | 8月9日 - 8月15日    | RTA in Japan Summer 2025  | note place                       | [ 49 ]            |  |
| 2025年 | 12月25日 - 12月31日 | RTA in Japan Winter 2025  | ベルサール飯田橋ファースト       | [ 50 ]            |  |

## 影響

### 主催者・参加者による発言
主催のもかによれば、第1回大会では大きな反響があったものの配信でトラブルが多発し、Twitchのチャット上で主催側を批判するコメントが寄せられた。これを受け、以降の大会ではその改善に努めるようになったとインタビューで話している。ほかにもビデオゲームに関する情報を収集したウェブサイト「AUTOMATON」では、第1回大会に参加したRTA走者に対しインタビューを実施した。そのなかでWii U用ゲームソフト『スプラトゥーン』のRTA走者であるBEATは、日本でのRTA走者人口が少ないことに言及し、同様のイベントが定期的に実施されることでRTAがより広まることを期待していると述べた。前述の通り、第1回はRTA走者間での交流を主なテーマとして実施されたが、同じく『スプラトゥーン』のRTA走者のものくろもインタビュー上で今回では参加者間で未だ「『ゲームのくくり』が取れてない」と発言している。また、第1回大会の後、配信関連では「権利関係は大丈夫なのか」という指摘が多く見られたと主催のもかは明らかにしている。
その後、第2回の開催を半年後の2017年夏に要望する声があったものの、主催のもかは2月の時点で「RTA in Japan」の規模が発展途上のために次回のオフラインイベントは最速で冬開催となるだろう、と通知していた。実際には2017年末に開催された第2回「RTA in Japan 2」の前に、同年5月の「RTA in Japan for #C4LANJP」が、8月にはオンラインで「RTA in Japan Online」がそれぞれ実施されている。第2回大会が終了した後、もかはRTAに親しみのない層からも大会に対する反応が得られ、第1回の「RTA in Japan」で課題が残った配信作業についても概ね問題は生じなかったとしているが、運営側としては会場の規模や金銭面での問題、マンパワー不足が浮き彫りになったとしている。
そのほか本大会が参加者に与えた影響として、「Yahoo!きっずゲーム」上で提供されているブラウザゲーム『くまのプーさんのホームランダービー!』で2019年3月にRTAの世界記録を達成したゲーマーのlastは、2018年秋ごろに「RTA in Japan」への参加を誘われたことが本作のRTAを始めるきっかけになったと話している。

### 参加者数・配信閲覧者数・SNSでの反響
第1回の「RTA in Japan」では100名以上のゲームプレイヤーがイベントへの参加を希望し、最終的には約50名が参加した。初回の最高同時視聴者数は4,000人程度であった。2017年の「RTA in Japan 2」では50名以上のRTA走者が参加し、配信時の平均視聴者数は前回の1.25倍となる約3,000人、最高視聴者数は5,500人を記録した。その翌年の第3回「RTA in Japan 3」は最高でおよそ9000人の視聴者数となった。
2019年8月開催の「RTA in Japan Online 2019」では平均視聴者は約3,700人、最高視聴者数は約5,400人を記録しており、その年末に開催された「RTA in Japan 2019」ではおよそ70タイトルのRTAプレイングが約100名によって披露され、会場では立ち見が出るほどの集客があった。配信も最大26,000人程度の同時視聴者数を記録し、前年の3倍程度となった。主催のもかは第4回の「RTA in Japan」ではTwitter上で連鎖的に大会に関する話題が広まり、その結果として視聴者数を飛躍的に伸ばせたのではないかと言及している。特にNINTENDO 64向けゲーム『ピカチュウげんきでちゅう』のプレイング配信は「ピカチュウげんき」というフレーズがTwitterのトレンド1位を獲得するなど注目を浴びた。
翌年の「RTA in Japan Online 2020」では、開催前から配信予定の作品名を含んだ単語がTwitterのトレンド上に出現し、開催期間中も本大会にまつわる言葉がトレンド入りを果たした。同時視聴者数は最高で3万人以上を記録し、冬開催の「RTA in Japan 2019」での視聴者数を超えるほど注目された。また、PlayStation用ソフト『レーシングラグーン』に登場する三点リーダーを多用した独特な台詞回し（ラグーン語）が話題となり、Twitchのチャット欄などではミームとして波及し大会期間を通して用いられた。年末の「RTA in Japan 2020」でも走者約80名が参加し、ゲーム『ドラゴンクエストIII そして伝説へ…』のRTAではホットプレートなどを使いファミリーコンピュータ本体の温度を調整することによって生じるバグが披露され、Twitterではゲームタイトルの「ドラクエ3」、「ホットプレート」というワードがトレンド入りを果たした。「2020」ではこの『ドラクエ3』を含め、5つのタイトルでRTAの世界記録が塗り替えられた。そのほか、Nintendo Switch用ソフト『ファイナルソード』のRTAでは同時視聴者が6万人を超え、Twitterでもトレンド1位を獲得するなど注目を集めた。
「RTA in Japan Summer 2024」の際は2024年8月15日午後6時頃にX(旧・Twitter)で「#RTAinJapan」がトレンド入りした。参加者の1人であるずのうが『ポケットモンスター赤・緑』図鑑完成1プレイヤーバグ無しレギュレーションに挑戦した際は「1人で2ROM同時操作」「両足のペダルで進行のカギとなる乱数を確認」「音声認識ソフトで捕まえたポケモンをチェックシートに登録し、両方のソフトの音声を同時に聞くことで目と耳からゲームの情報を確認しつつ攻略」という異様なマルチタスクに「走者がすごすぎてもはやホラー」などと感動を通り越して恐怖を感じる視聴者が続出した。

### 外部メディアからの反響
「AUTOMATON」のライターを務めるShuji Ishimotoは第1回大会の開催後、「国内だけでなく海外からも大いに注目を浴びていた」としている。主催のもかも、大会の発足後には日本国外からの需要の声が上がったとしている。2018年の「RTA in Japan 3」の開催後には、「ファミ通.com」編集部のエステート松下による記事の中で、本イベントは年々開催規模を大きくさせ、国内外のゲームプレイヤーから注目を集めていると分析された。また、ゲーム作品などの特集記事をリリースしているウェブサイト「電ファミニコゲーマー」のライター・Nobuhiko Nakanishiによれば、同大会の開催レポートの中で「すでに年末に開催される風物詩になりつつある」と紹介されており、Nakanishiはさらに2億円以上を寄付金として集めた「Summer Games Done Quick 2018」についてまとめたニュース記事のなかで、日本の「RTA in Japan」を引き合いに出し「ボタンがうまく掛け合えば、[日本でも]大きく花開くゲームチャリティーイベントが生まれる可能性はある」と期待を込めたコメントも掲載している。2020年の夏頃には、同じく「電ファミニコゲーマー」のライター・古嶋誉幸によって「日本の「RTA in Japan」は世界でもっとも有名な「Games Done Quick」に次ぐ規模」として位置づけられるようになった。